# Full Dominical d'Igualada
Full Dominical d'Igualada (1903 →) és una publicació religiosa setmanal que va començar a editar-se a Igualada l'any 1903.

## Descripció
Va començar a sortir el 23 d'agost de 1903 i està en curs de publicació.
Durant tots aquests anys el títol ha tingut amb diverses variants: Hoja Dominical de Igualada, Fulla Dominical d'Igualada i Full Dominical d'Igualada, que és el genèric per a aquest tipus de publicació.
També el subtítol ha canviat: «Dedicada a fomentar la pietat en les famílies cristianes» (entre el núm. 231 i el 774), «Suplemento de Hoja Diocesana» (entre el núm. 2845 i el 3501) i «Suplement de Full Diocesà» (a partir del núm. 3502).
És la publicació periòdica local que ha tingut una vida més llarga. Des del primer número i fins al 3696 (desembre 1977) es va imprimir a la impremta Poncell. Ha tingut entre dues i quatre pàgines, excepte alguns números extraordinaris, com en la festa del Sant Crist d'Igualada o de la Immaculada, que en tenien més.

## Continguts
És un butlletí informatiu de les activitats religioses de les esglésies locals i acostumava a donar una estadística parroquial (baptismes, matrimonis i defuncions). També hi havia articles de reflexió o comentaris de l'Evangeli.
Durant la Guerra Civil no va sortir i es va reprendre la publicació el tercer diumenge de juny de 1939, amb el núm. 1722 i en castellà. Aleshores deien «... por eso ha reaparecido HOJA DOMINICAL. No es una hoja religiosa más, destinada a satisfacer las menudas exigencias de una piedad fácil. Es algo más. Nuestra noble ambición, es que sea nuestra hoja el portaestandarte de la fe religiosa en Igualada. Que sea en la HOJA donde encuentren eco las sugerencias para la buena marcha de la vida religiosa local...».
Els redactors solien ser els rectors de les parròquies i algunes vegades hi havia articles signats per Francesc M. Colomer, Antoni Malats, Gabriel Castellà i Raich, Gabriel Auguet, Genís Padrós, etc.